# Hannah Goldy
Hannah Goldschmidt (18 de mayo de 1992, Bondville, Vermont, Estados Unidos) es una artista marcial mixta estadounidense que compite en la división de peso paja de Ultimate Fighting Championship.

## Antecedentes
En 2014, mientras vivía en Manhattan, fue con su padre a un espectáculo de boxeo llamado "Friday Night Fights", que se celebraba en una antigua iglesia. Inmediatamente se enamoró de las artes marciales y fue a un gimnasio al día siguiente. Antes de las MMA, tuvo un combate de boxeo y tres de Muay Thai, ganando los 4.

## Carrera en las artes marciales mixtas

### Carrera temprana
Hizo su debut profesional contra la futura luchadora de la UFC Gillian Robertson en Island Fights 37 el 11 de marzo de 2016, ganando el combate por decisión unánime. Luego pasaría a ganar su combate contra Vanessa Marie Grimes vía TKO en la segunda ronda en Island Fights 46. En el Premier FC 26 se enfrentó a Lisa Blaine, derrotándola por decisión unánime, seguido de un combate contra Shannon Goughary en Island Fights 50, que ganó de forma similar.
Goldy fue invitada al Dana White's Contender Series 17 el 18 de junio de 2019, donde se enfrentó a Kali Robbins. Ganó el combate por decisión unánime, pero no se le ofreció un contrato con la UFC.

### Ultimate Fighting Championship
Goldy hizo su debut en la UFC en el peso mosca contra Miranda Granger el 3 de agosto de 2019 en UFC on ESPN: Covington vs. Lawler. Perdió el combate por decisión unánime.
Goldy estaba programado para enfrentarse a Loma Lookboonmee el 23 de febrero de 2020 en UFC Fight Night: Felder vs. Hooker. Sin embargo, Goldy se retiró debido a una lesión en el hombro.
Goldy tenía previsto enfrentarse a Jessica Penne el 27 de marzo de 2021 en UFC 260. Sin embargo, Goldy se retiró del combate el 24 de marzo, debido a que dio positivo por COVID-19, y el combate fue desechado. El emparejamiento fue reprogramado para UFC on ESPN: Whittaker vs. Gastelum el 17 de abril de 2021. Una semana antes del combate, Goldy se retiró del evento, y fue sustituida por la Campeona de Peso Paja Femenino de LFA, Lupita Godinez.
Goldy se enfrentó a Diana Belbiţă en UFC on ESPN: Sandhagen vs. Dillashaw el 24 de julio de 2021. Perdió el combate por decisión unánime.
Goldy, en sustitución de Cory McKenna, se enfrentó a Emily Whitmire en UFC Fight Night: Smith vs. Spann el 18 de septiembre de 2021. Ganó el combate por sumisión en el primer asalto.

## Vida personal
Goldy tiene un hijo, Odin (nacido en 2017) con el también artista marcial mixto Alex Nicholson.

## Récord en artes marciales mixtas
| Resultado | Récord | Oponente             | Método                    | Evento                               | Fecha                    | Ronda | Tiempo | Localización               | Notas                   |
| --------- | ------ | -------------------- | ------------------------- | ------------------------------------ | ------------------------ | ----- | ------ | -------------------------- | ----------------------- |
| Victoria  | 6-2    | Emily Whitmire       | Sumisión (barra de brazo) | UFC Fight Night: Smith vs. Spann     | 18 de septiembre de 2021 | 1     | 4:17   | Las Vegas, Nevada          |                         |
| Derrota   | 5-2    | Diana Belbiţă        | Decisión (unánime)        | UFC on ESPN: Sandhagen vs. Dillashaw | 24 de julio de 2021      | 3     | 5:00   | Las Vegas, Nevada          |                         |
| Derrota   | 5-1    | Miranda Granger      | Decisión (unánime)        | UFC on ESPN: Covington vs. Lawler    | 3 de agosto de 2019      | 3     | 5:00   | Newark, Nueva Jersey       | Combate de peso mosca.  |
| Victoria  | 5-0    | Kali Robbins         | Decisión (unánime)        | Dana White's Contender Series 17     | 18 de junio de 2019      | 3     | 5:00   | Las Vegas, Nevada          | Regreso al peso paja.   |
| Victoria  | 4-0    | Shannon Goughary     | Decisión (unánime)        | Island Fights 50                     | 29 de septiembre de 2018 | 3     | 5:00   | Pensacola, Florida         |                         |
| Victoria  | 3-0    | Lisa Blaine          | Decisión (unánime)        | Premier FC 26                        | 16 de junio de 2018      | 3     | 5:00   | Springfield, Massachusetts |                         |
| Victoria  | 2-0    | Vanessa Marie Grimes | TKO (puñetazos)           | Island Fights 46                     | 8 de febrero de 2018     | 2     | 2:39   | Pensacola, Florida         | Debut en el peso mosca. |
| Victoria  | 1-0    | Gillian Robertson    | Decisión (unánime)        | Island Fights 37                     | 11 de marzo de 2016      | 3     | 5:00   | Pensacola, Florida         | Debut en el peso paja.  |